# Bahnstrecke Gemünden–Bad Kissingen
| Streckennummer (DB): | 5210                 |                                      |                                      |
| Kursbuchstrecke (DB): | 803                  |                                      |                                      |
| Kursbuchstrecke: | 419c (1946)          |                                      |                                      |
| Streckenlänge: | 46,946 km            |                                      |                                      |
| Spurweite: | 1435 mm (Normalspur) |                                      |                                      |
| Minimaler Radius: | 290 m                |                                      |                                      |
| Streckengeschwindigkeit: | 80 km/h              |                                      |                                      |
| Zugbeeinflussung: | PZB                  |                                      |                                      |
| |                      |                                      |                                      |
| \| \| \| von Würzburg \| \| \| \| 0,000 \| Gemünden (Main) \| 159 m \| \| \| \| Fränkische Saale (162 m) \| \| \| \| \| nach Aschaffenburg \| \| \| \| 1,384 \| Gemünden (Main) Saalebrücke (Bft) \| Gemünden (Main) Saalebrücke (Bft) \| \| \| \| nach Flieden \| \| \| \| 1,900 \| Kleingemünden (bis 1975) \| Kleingemünden (bis 1975) \| \| \| 2,275 \| Kleingemünden (seit 2011) \| Kleingemünden (seit 2011) \| \| \| 2,700 \| Josefshaus (bis 1922) \| Josefshaus (bis 1922) \| \| \| 5,300 \| Schönau (b Gemünden) (bis 1975) \| Schönau (b Gemünden) (bis 1975) \| \| \| 8,975 \| Wolfsmünster (früher Bahnhof) \| Wolfsmünster (früher Bahnhof) \| \| \| 11,000 \| Seewiese \| Seewiese \| \| \| 12,200 \| Gräfendorf \| 167 m \| \| \| 13,800 \| Hurzfurt (bis 1922) \| Hurzfurt (bis 1922) \| \| \| 15,859 \| Michelaubrück \| Michelaubrück \| \| \| 17,800 \| Weickersgrüben \| Weickersgrüben \| \| \| 19,897 \| Morlesau (früher Bahnhof) \| 180 m \| \| \| 24,049 \| Diebach \| Diebach \| \| \| 27,473 \| Hammelburg \| Hammelburg \| \| \| 28,967 \| Hammelburg Ost (seit 2005) \| Hammelburg Ost (seit 2005) \| \| \| 31,818 \| Westheim-Langendorf (früher Bahnhof) \| Westheim-Langendorf (früher Bahnhof) \| \| \| 32,400 \| Westheim Anschluss F+B (Awanst) \| Westheim Anschluss F+B (Awanst) \| \| \| 33,135 \| Fränkische Saale (127 m) \| Fränkische Saale (127 m) \| \| \| 34,588 \| Fränkische Saale (105 m) \| Fränkische Saale (105 m) \| \| \| 35,244 \| Elfershausen-Trimberg \| 191 m \| \| \| 36,067 \| Fränkische Saale (117 m) \| Fränkische Saale (117 m) \| \| \| 39,830 \| Euerdorf (früher Bahnhof) \| Euerdorf (früher Bahnhof) \| \| \| 45,595 \| von Ebenhausen \| von Ebenhausen \| \| \| 46,946 \| Bad Kissingen \| 215 m \| \| \| \| \| \| \| Quellen: [1][2][3][4] \| \| \| \| |                      |                                      |                                      |
| Strecke |                      | von Würzburg                         | von Würzburg                         |
| Bahnhof | 0,000                | Gemünden (Main)                      | 159 m                                |
| Brücke über Wasserlauf |                      | Fränkische Saale (162 m)             | Fränkische Saale (162 m)             |
| Abzweig geradeaus und nach links |                      | nach Aschaffenburg                   | nach Aschaffenburg                   |
| Blockstelle | 1,384                | Gemünden (Main) Saalebrücke (Bft)    | Gemünden (Main) Saalebrücke (Bft)    |
| Abzweig geradeaus und nach links |                      | nach Flieden                         | nach Flieden                         |
| ehemaliger Haltepunkt / Haltestelle | 1,900                | Kleingemünden (bis 1975)             | Kleingemünden (bis 1975)             |
| Haltepunkt / Haltestelle | 2,275                | Kleingemünden (seit 2011)            | Kleingemünden (seit 2011)            |
| ehemaliger Haltepunkt / Haltestelle | 2,700                | Josefshaus (bis 1922)                | Josefshaus (bis 1922)                |
| ehemaliger Haltepunkt / Haltestelle | 5,300                | Schönau (b Gemünden) (bis 1975)      | Schönau (b Gemünden) (bis 1975)      |
| Haltepunkt / Haltestelle | 8,975                | Wolfsmünster (früher Bahnhof)        | Wolfsmünster (früher Bahnhof)        |
| ehemaliger Haltepunkt / Haltestelle | 11,000               | Seewiese                             | Seewiese                             |
| Bahnhof | 12,200               | Gräfendorf                           | 167 m                                |
| ehemaliger Haltepunkt / Haltestelle | 13,800               | Hurzfurt (bis 1922)                  | Hurzfurt (bis 1922)                  |
| Haltepunkt / Haltestelle | 15,859               | Michelaubrück                        | Michelaubrück                        |
| Haltepunkt / Haltestelle | 17,800               | Weickersgrüben                       | Weickersgrüben                       |
| Haltepunkt / Haltestelle | 19,897               | Morlesau (früher Bahnhof)            | 180 m                                |
| Haltepunkt / Haltestelle | 24,049               | Diebach                              | Diebach                              |
| Bahnhof | 27,473               | Hammelburg                           | Hammelburg                           |
| Haltepunkt / Haltestelle | 28,967               | Hammelburg Ost (seit 2005)           | Hammelburg Ost (seit 2005)           |
| Haltepunkt / Haltestelle | 31,818               | Westheim-Langendorf (früher Bahnhof) | Westheim-Langendorf (früher Bahnhof) |
| Blockstelle | 32,400               | Westheim Anschluss F+B (Awanst)      | Westheim Anschluss F+B (Awanst)      |
| Brücke über Wasserlauf | 33,135               | Fränkische Saale (127 m)             | Fränkische Saale (127 m)             |
| Brücke über Wasserlauf | 34,588               | Fränkische Saale (105 m)             | Fränkische Saale (105 m)             |
| Bahnhof | 35,244               | Elfershausen-Trimberg                | 191 m                                |
| Brücke über Wasserlauf | 36,067               | Fränkische Saale (117 m)             | Fränkische Saale (117 m)             |
| Haltepunkt / Haltestelle | 39,830               | Euerdorf (früher Bahnhof)            | Euerdorf (früher Bahnhof)            |
| Abzweig geradeaus und von rechts | 45,595               | von Ebenhausen                       | von Ebenhausen                       |
| Kopfbahnhof Streckenende | 46,946               | Bad Kissingen                        | 215 m                                |
| |                      |                                      |                                      |
| Quellen: |                      |                                      |                                      |

Die Bahnstrecke Gemünden–Bad Kissingen, auch Fränkische Saaletalbahn oder Saaletalbahn genannt, ist eine eingleisige, nicht elektrifizierte Nebenbahn in Bayern. Die einstige Hauptbahn führt im nördlichen Unterfranken von Gemünden am Main nach Bad Kissingen und folgt dabei größtenteils der Fränkischen Saale.

## Streckenverlauf

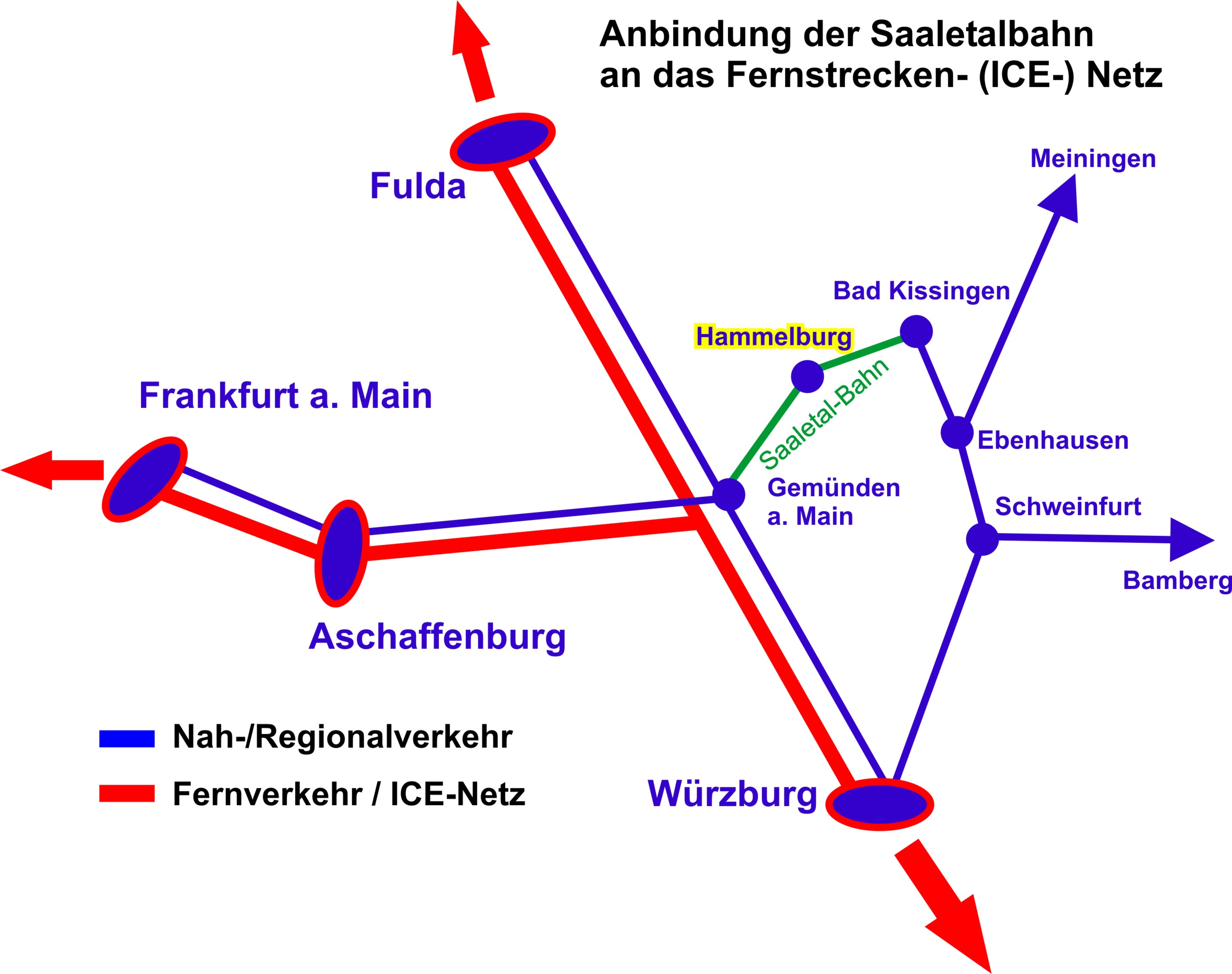
Anbindung der Strecke an den Schienenpersonenfernverkehr

Die Strecke verlässt den Bahnhof Gemünden (Main) zunächst in nördlicher Richtung auf dem Gleis Gemünden–Jossa der älteren Strecke nach Flieden, bevor sie beim Streckenkilometer 1,3 nach Osten, dem Tal der Fränkischen Saale folgend, abzweigt. Sie verläuft bis kurz vor Euerdorf nur am Fluss entlang. Ab Euerdorf entfernt sie sich vom Talboden, um den höher gelegenen Endbahnhof Bad Kissingen zu erreichen. Seit den 1970er Jahren teilt sich die Strecke aus Gemünden auf den letzten 1,3 Kilometern ein Gleis mit der Bahnstrecke Ebenhausen–Bad Kissingen, zuvor verliefen beide auf eigenen Gleisen parallel in den Bahnhof.

## Geschichte
Nachdem die Kurstadt Bad Kissingen schon seit 1871 ihren Eisenbahnanschluss von Ebenhausen her hatte, sah man für eine Erschließung des Tals der Fränkischen Saale nur wenig Chancen. Dennoch eröffneten die Königlich Bayerischen Staats-Eisenbahnen am 1. Juli 1884 eine Stichbahn von Gemünden am Main nach Hammelburg. Der Lückenschluss zwischen Hammelburg und Bad Kissingen erfolgte hingegen erst am 15. April 1924 durch die Deutsche Reichsbahn.

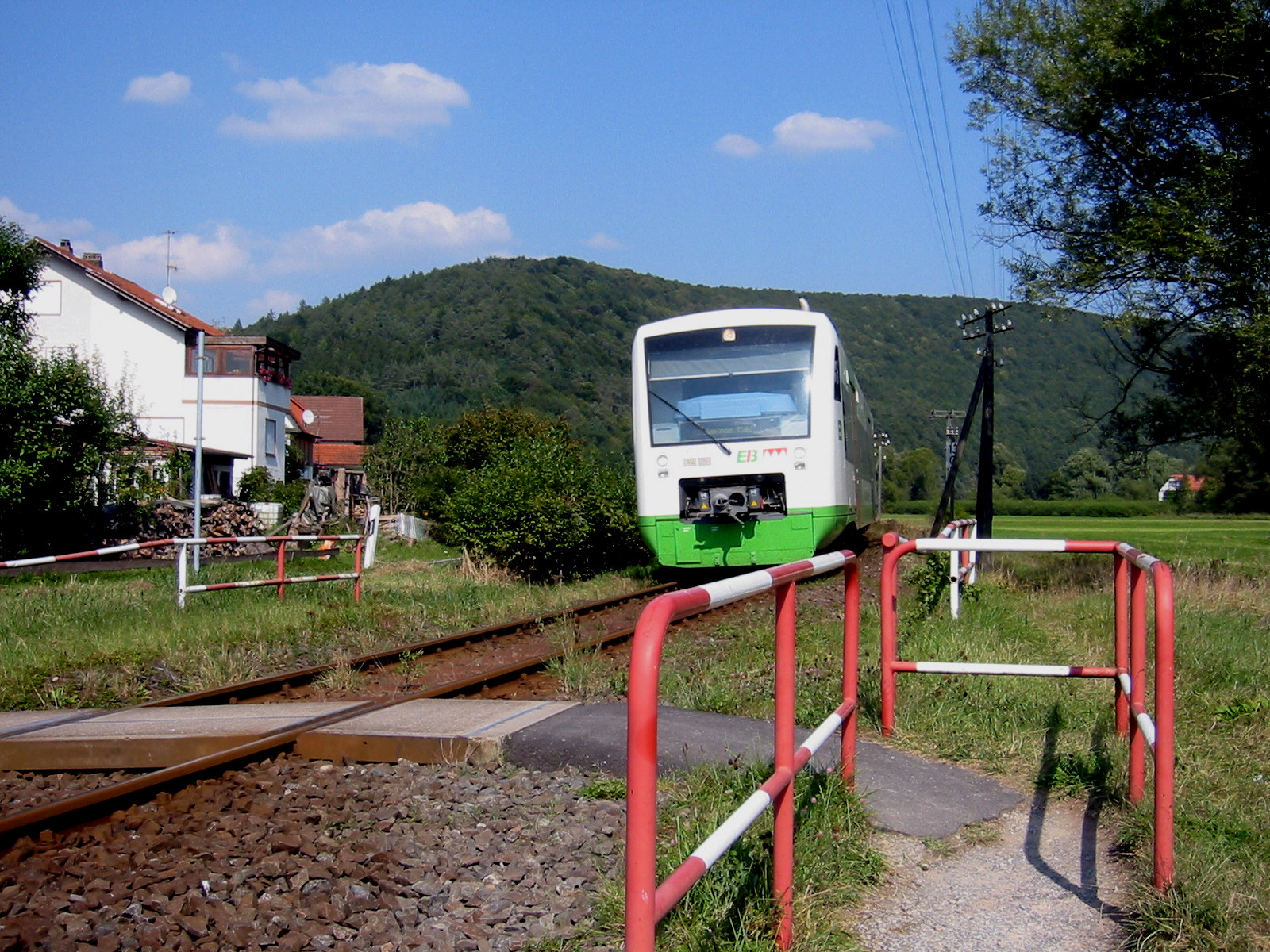
Ein EB-Triebwagen in Gräfendorf

Der nun durchgehenden Strecke kam zunächst eine wachsende Bedeutung zu. In den autoorientierten 1960er Jahren wurde das Fahrplanangebot jedoch deutlich ausgedünnt. Erst die Einführung des Bayern-Taktes brachte der Saaletalbahn einen durchgehenden Zwei-Stunden-Takt.
Nach der Inbetriebnahme des Haltepunkts Hammelburg Ost am 11. September 2005 folgte am 9. September 2011 der in Gemünden-Kleingemünden. Beide dienen in erster Linie dem Schülerverkehr.
Im September 2021 wurden die alten mechanischen Stellwerke Gräfendorf, Hammelburg und Elfershausen-Trimberg durch ein elektronisches Stellwerk der Bauart Thales ersetzt. Die Bahnhöfe werden von Hammelburg aus ferngesteuert.

## Fahrzeugeinsatz

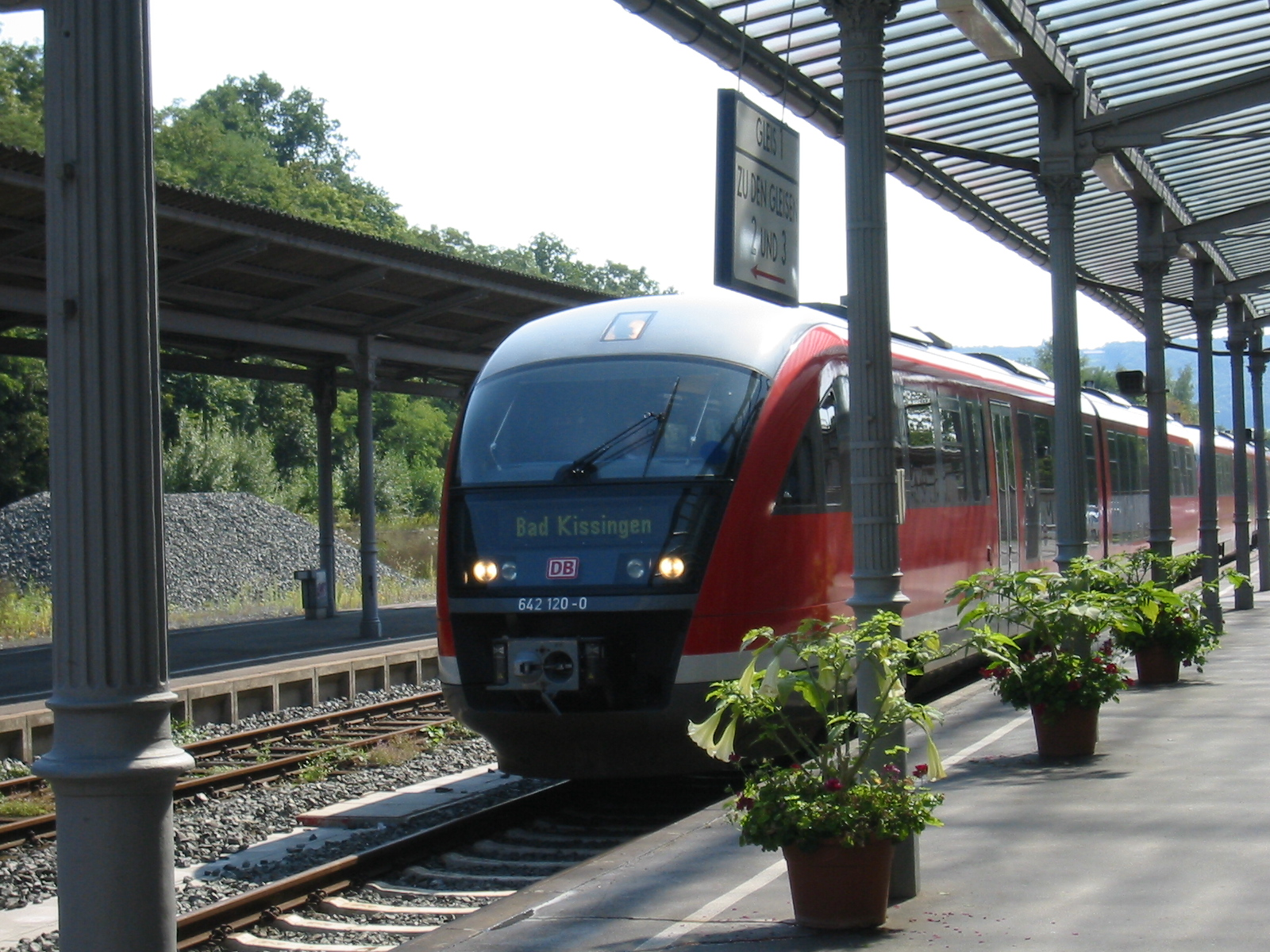
Triebwagen der Baureihe 642 in Bad Kissingen

Mit Auslieferung der Dieseltriebzüge der Baureihe 614 Anfang der 1970er Jahre kamen, erstmals zu Zeiten der Deutschen Bundesbahn, moderne Fahrzeuge zum Einsatz. Diese wurden jedoch Ende der 1980er Jahre wieder abgezogen, danach prägten lange Zeit Diesellokomotiven der Baureihe 212 mit zwei n-Wagen, darunter ein Steuerwagen, den Betrieb. Nach einem kurzen Gastspiel diverser älterer Triebwagen trat die Baureihe 642 die Nachfolge an. Bei einer wenig später erfolgten Ausschreibung durch die für die Bestellung des Nahverkehrs zuständige Bayerische Eisenbahngesellschaft konnte sich die Erfurter Bahn (EB) durchsetzen. Zum Fahrplanwechsel am 12. Dezember 2004 übernahm sie unter der Bezeichnung „Unterfranken-Shuttle“ den Betrieb, der durchgehende Züge bis zum Bahnhof Schweinfurt Stadt vorsieht. Dafür beschaffte die EB 20 einteilige Dieseltriebwagen vom Typ Regio-Shuttle RS1. Die Fahrkartenautomaten der Deutschen Bahn wurden abgebaut, da die EB den Verkauf über Automaten im Zug anbietet. Es gilt weiterhin das Preissystem der Deutschen Bahn, außerdem gibt es seit Ende 2005 das „Fränkische Saaletal-Ticket“ für Fahrten auf der Strecke.
Im Güterverkehr wird hauptsächlich die Baureihe 294 eingesetzt. Die Verkehrstage sind Dienstag und Donnerstag. Dabei wird nur noch Hammelburg aus Richtung Gemünden bedient. Als Ladegut wird überwiegend Holz in den Versand gebracht. Gelegentlich verkehren Truppenzüge der Bundeswehr.

## Verkehr
Die Strecke hat Bedeutung für den Tourismus, sowohl für die Naturparks Spessart und Rhön als auch für den Kurort Bad Kissingen. Im Schienengüterverkehr spielen insbesondere Holz und die Bedienung der Bundeswehrkaserne in Hammelburg eine Rolle.